# Alsophiloides acroama
Alsophiloides acroama là một loài bướm đêm trong họ Geometridae.